# Necessity Is the Mother of Invention
Necessity Is the Mother of Invention è un cortometraggio muto del 1909 diretto da Lewin Fitzhamon.

## Trama
Quando il figlio gli ruba i vestiti, un uomo deve aguzzare l'ingegno e trova una soluzione mettendosi degli abiti da donna.

## Produzione
Il film fu prodotto dalla Hepworth.

## Distribuzione
Distribuito dalla Hepworth, il film - un cortometraggio di 99 metri - uscì nelle sale cinematografiche britanniche nel luglio 1909.
Si conoscono pochi dati del film che, prodotto dalla Hepworth, fu distrutto nel 1924 dallo stesso produttore, Cecil M. Hepworth. Fallito, in gravissime difficoltà finanziarie, il produttore pensò in questo modo di poter almeno recuperare il nitrato d'argento della pellicola.